# Kate Bell
Kate Bell (Armidale, 12 novembre 1983) è un'attrice australiana.
Cresciuta ad Hong Kong, Kate ha interpretato, sino ad ora, il ruolo di Susie nella serie tv Home and Away e quello di Bec Sanderson in Blue Water High. Ha da poco cominciato a lavorare anche nel mondo del cinema, ove ha ottenuto una parte in un rifacimento moderno di Macbeth.
 Ha fatto anche un piccolo ruolo in Power Rangers.
La passione di Kate è sempre stata recitare ed infatti è la sua vita: "Ho sempre amato recitare, e sono cresciuta sapendo che era quello che poi in futuro avrei fatto". Ha ricoperto anche un piccolo ruolo nel film Il leone, la strega e l'armadio. Per interpretare Bec in Blue Water High, Kate ha dovuto rimandare di 6 mesi l'università. Inoltre, ha dovuto anche imparare a stare sulla tavola, cosa che ha trovato molto divertente: non ci ha pensato due volte e si è subito buttata sulla tavola da surf.

Uno dei suoi hobby preferiti è il surf, per il quale svolge un allenamento intensivo. Inoltre, secondo quanto dichiarato dalla stessa attrice all'interno di un'intervista, frequenta la Wollongong University. Il suo colore preferito è il verde. I suoi sport preferiti da guardare in TV sono il surf e le Olimpiadi. Alcuni dei suoi molteplici hobby sono l'equitazione e cantare: infatti ha una bellissima voce e sa suonare molto bene la chitarra. Ha frequentato un'accademia delle arti. Come detto molte volte dall'attrice, la sua destinazione preferita sarebbe Roma: adora l'Italia.
Dal 2011 non risulta più attiva nel campo cinematografico e televisivo.

## Filmografia
- Blue Water High (2005), Bec Sanderson, 26 ep.
- Stupid Stupid Man (2006)
- Macbeth - La tragedia dell'ambizione (2006)
- The Chaser's War on Everything (2006)
- Blue Water High (2006), Bec Sanderson, 2 ep.
- Hold Please (2006)
- Prophylaxis (2006), Melinda
- Blue Water High (2008) Bec Sanderson, 26 ep.
- How to Change in 9 Weeks (2008) Rachel Barber
- Dead Boring (2009) Jessica cortometraggio
- Street Angel (2009) Jesse cortometraggio
- Home and Away (2009) Joey Collins 10episodi
- The Pacific (2010) Mary Houston 1episodio
- Neighbours (2010) Naomi Lord 5 episodi
- Summer Coda (2010) Sarah parte secondaria
- Brad in a Bottle (2011) Rachel cortometraggio
- The Cup (2011) Claire parte secondaria

## Doppiatrici italiane
- Federica De Bortoli in Blue Water High